# Jack R. Thornell

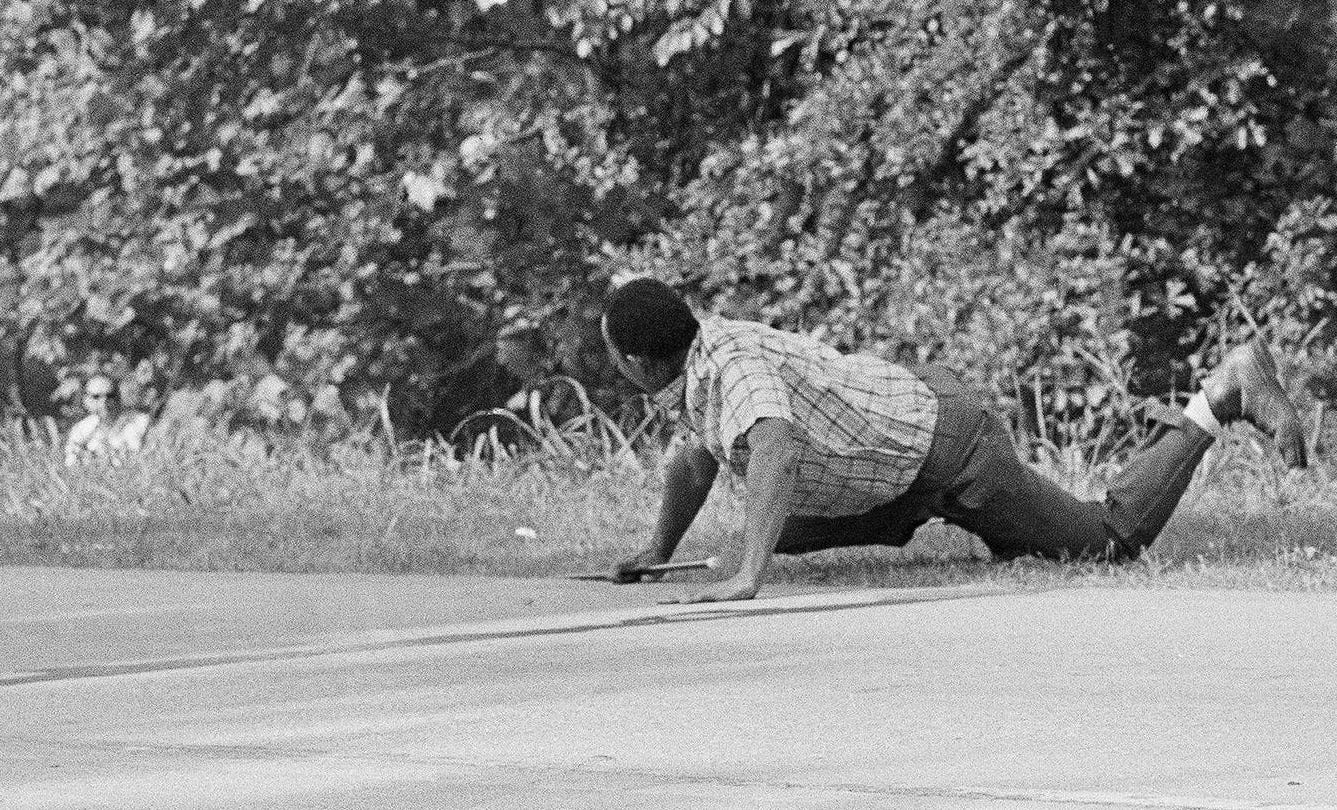
Jack Randolph Thornell: reportážní fotografie Jamese Mereditha oceněná Pulitzerovou cenou

Jack Randolph Thornell (* 29. srpna 1939) je americký fotograf. Získal Pulitzerovu cenu za fotografii Jamese Mereditha poté, co byl aktivista napaden a zraněn ostřelovačem během jeho Pochodu proti strachu v Mississippi v červnu 1966.

## Životopis
Thornell se narodil ve Vicksburgu v Mississippi . Sloužil u vojenské jednotky Army Signal Corps. . Pracoval jako fotograf pro Jackson Daily News (1960–1964) a po desetiletí pro Associated Press.
V roce 1964 se oženil s Carolyn Wilsonovou; měli děti Candice a Jay Randolpha.

## Ocenění
- Pulitzerova cena za fotografii z roku 1967[1]